# First Blood (novela)
First Blood es una novela de 1972 escrita por David Morrell, que fue adaptado en la película de 1982 del mismo nombre y protagonizada por Sylvester Stallone como John Rambo.

## Argumento
Rambo (sin nombre propio en la novela), un veterano de la guerra de Vietnam, hace autostop en Madison, Kentucky y lo recoge el jefe de la Policía Teasle quien lo deja en las afueras de la ciudad. Cuando Rambo regresa una y otra vez, Teasle finalmente lo detiene y lleva a la comisaría. Lo acusan de vagabundo y de resistencia a la autoridad, sentenciándolo a 35 días de cárcel. Atrapado en el interior de las pequeñas, frías y húmedas celdas, Rambo revive el recuerdo de sus días de prisionero de guerra en Vietnam, y forcejea contra los policías que intentan afeitarlo y cortarle el pelo, golpeando a un oficial y rasgando a otro con la cuchilla. Se da a la fuga, roba una motocicleta, y se esconde en las montañas cercanas. Se convierte en el foco de una cacería humana, dando como resultado la muerte de muchos policías, civiles y soldados de la Guardia Nacional.
Finalmente en la ciudad donde comenzó su conflicto con Teasle, Rambo es finalmente perseguido por el capitán de las fuerzas especiales Sam Trautman, y por Teasle. Valiéndose de su conocimiento del terreno, Teasle se las arregla para sorprender a Rambo y le dispara en el pecho, pero se autolesiona en el estómago al salir el tiro por la culata. Entonces intenta perseguir a Rambo, quien lleva a cabo al hacer un último intento de fuga saliendo de la ciudad. Ambos están agonizando pero continúan impulsados por el orgullo y el deseo de justificar sus acciones. Rambo, tras haber encontrado un sitio donde se siente cómodo, planea suicidarse detonando una barra de dinamita contra su cuerpo; sin embargo, cuando ve a Teasle siguiendo su rastro, piensa que sería más honorable seguir luchando y caer abatido. Rambo abre fuego contra Teasle y, para su sorpresa y decepción, Teasle es mortalmente herido. Por un instante reflexiona sobre cómo ha dejado escapar su oportunidad de morir con honor, porque ahora ha quedado demasiado débil para encender la mecha que detone la dinamita, es entonces cuando de repente siente la explosión que había esperado—pero en la cabeza, no en el estómago, donde la dinamita fue colocada. Rambo muere satisfecho de que la lucha ha llegado a su fin. Trautman regresa hacia el agonizante Teasle y le cuenta que ha matado a Rambo de un disparo de pistola. Teasle se relaja, experimenta un momento de afecto por Rambo, y entonces muere a causa de sus heridas.

## Desarrollo
Morrell declara que para escribir la novela se inspiró en las experiencias que oyó de sus alumnos que habían combatido en Vietnam. El autor dijo también que «cuando reemprendí First Blood en 1968, me influyó profundamente Rogue Male, de Geoffrey Household». El nombre del protagonista se derivaba en parte de Rambo, un tipo de manzana, que en cierta ocasión su esposa llevó a casa mientras él intentaba dar con un nombre adecuado para su personaje. En el comentario del DVD para First Blood Morell comenta que una de sus inspiraciones para Rambo fue el héroe de la Segunda Guerra Mundial Audie Murphy. La ciudad de Madison, Kentucky fue modelada con base en Bellefonte, Pensilvania.

## Recepción
John Skow de TIME describió al libro como «carnografía», no obstante esta evaluación negativa fue una excepción.La novela recibió el elogio de Newsweek como «magnífica», «una novela maravillosa» según la crítica literaria de The New York Times,«una novela sumamente dura y rápida»  en palabras del escritor de suspenso John D. MacDonald. Cuando Stephen King enseñaba escritura creativa en la Universidad de Maine, la usó como libro de texto. El libro fue traducido a 26 idiomas.

## Adaptación a la pantalla
El actor cubano-italiano Tomas Milian leyó First Blood poco después de su lanzamiento y quiso protagonizar una adaptación de la misma; sin embargo, no tuvo éxito en persuadir a los productores italianos para que apoyaran el proyecto. Aun así, usó «Rambo» como el nombre de su personaje, un expolicía, en la película de 1975 Syndicate Sadists.
En 1972, Morrell vendió los derechos de película de First Blood a Columbia Pictures, que a sus vez se lo vendió a Warner Bros. Esta tendencia continuó durante diez años. La historia pasó por tres compañías y dieciocho guiones. Finalmente, Andrew G. Vajna y Mario Kassar, dos distribuidores de películas con esperanzas de hacerse productores, obtuvieron los derechos. Sylvester Stallone fue elegido para el papel principal, debido al poder de estrella que tenía en las películas Rocky y Rocky II. Stallone pudo usar su influencia para forzar cambios en el guion para hacer de Rambo un personaje más comprensivo, incluido el hecho de que Rambo no matara directamente a ningún policía o guardia nacional (en la novela, mata a muchos), y que en lugar de eso sobreviviera en lugar de morir como lo hace en el libro.
Rambo, cuyo primer nombre no se especifica en la novela, recibió el primer nombre «John» para la película como referencia a la canción «When Johnny Comes Marching Home».
La película resultante, First Blood, fue un gran éxito, ganando  125 millones de dólares con un presupuesto de15 millones, generando una franquicia.